# Коломбје Фонтен
Коломбје Фонтен (фр. Colombier-Fontaine) насеље је и општина у источној Француској у региону Франш-Конте, у департману Ду која припада префектури Монбелијар.
По подацима из 2011. године у општини је живело 1374 становника, а густина насељености је износила 179,37 становника/km². Општина се простире на површини од 7,66 km². Налази се на средњој надморској висини од 305 метара (максималној 474 m, а минималној 298 m).

## Демографија
| 1962. | 1968. | 1975. | 1982. | 1990. | 1999. | 2011. |
| ----- | ----- | ----- | ----- | ----- | ----- | ----- |
| 1.172 | 1.236 | 1.371 | 1.370 | 1.523 | 1.482 | 1.374 |

График промене броја становника у току последњих година